# Campionati del mondo di atletica leggera 2005 - 400 metri ostacoli femminili
La gara dei 400 metri ostacoli femminili ai Campionati del mondo di atletica leggera di Helsinki 2005 si è svolta nelle giornate del 10 agosto (batterie), 11 agosto (semifinali) e 13 agosto (finale).

## Podio
| Posizione | Atleta           | Paese       |
| --------- | ---------------- | ----------- |
| Oro       | Julija Pečënkina | Russia      |
| Argento   | Lashinda Demus   | Stati Uniti |
| Bronzo    | Sandra Glover    | Stati Uniti |

## Batterie

### Batteria 1
1. Julija Pečënkina,  Russia 53"77 Q
2. Małgorzata Pskit,  Polonia 55"72 Q
3. Hristina Hantzi-Neag,  Grecia 56"15 Q
4. Andrea Blackett,  Barbados 56"32 Q
5. Claudia Marx,  Germania 56"60 q
6. Nicola Sanders,  Regno Unito 56"83 q
7. Noraseela Mohd Khalid,  Malaysia 57"58

### Batteria 2
1. Anna Jesień,  Polonia 55"79 Q
2. Benedetta Ceccarelli,  Italia 56"00 Q
3. Louise Gundert,  Svezia 56"53 Q
4. Tawa Dortch,  Canada 56"54 Q
5. Shevon Stoddart,  Giamaica 56"55 q
6. Jessica Aguilera,  Nicaragua 1'04"43 
  - Xing Wang,  Cina dq

### Batteria 3
1. Sandra Glover,  Stati Uniti 55"31 Q
2. Surita Febbraio,  Sudafrica 55"89 Q
3. Marta Chrust-Rożej,  Polonia 56"35 Q
4. Zuzana Hejnová,  Rep. Ceca 56"86 Q
5. Cora Olivero,  Spagna 56"96 q
6. Natalya Torshina-Alimzhanova,  Kazakistan 58"26
7. Salhate Djamaldine,  Comore 1'00"33

### Batteria 4
1. Lashinda Demus,  Stati Uniti 56"63 Q
2. Marjolein de Jong,  Paesi Bassi 56"95 Q
3. Oksana Gulumyan,  Russia 57"21 Q
4. Debbie-Ann Parris-Thymes,  Giamaica 58"27 Q
5. Josanne Lucas,  Trinidad e Tobago 58"99
6. Aïssata Soulama,  Burkina Faso 59"28
7. Ilona Ranta,  Finlandia 59"42

### Batteria 5
1. Tetiana Tereschuk-Antipova,  Ucraina 56"16 Q
2. Xiaoxiao Huang,  Cina 56"56 Q
3. Monika Niederstätter,  Italia 57"18 Q
4. Shauna Smith,  Stati Uniti 58"33 Q
5. Vanja Stambolova,  Bulgaria 58"99
  - Evgenija Isakova,  Russia dns
  - Thi Nu Nguyen,  Vietnam dns

## Semifinali

### Semifinale 1
1. Anna Jesień,  Polonia 54"34 Q
2. Xiaoxiao Huang,  Cina 54"34 Q
3. Andrea Blackett,  Barbados 55"79 q
4. Tetiana Tereschuk-Antipova,  Ucraina 55"13 q
5. Claudia Marx,  Germania 55"64
6. Marjolein de Jong,  Paesi Bassi 55"92
7. Shauna Smith,  Stati Uniti 55"97
8. Monika Niederstätter,  Italia 56"14

### Semifinale 2
1. Sandra Glover,  Stati Uniti 54"16 Q
2. Małgorzata Pskit,  Polonia 55"20 Q
3. Benedetta Ceccarelli,  Italia 55"41
4. Tawa Dortch,  Canada 55"58
5. Oksana Gulumyan,  Russia 56"12
6. Shevon Stoddart,  Giamaica 56"49
7. Hristina Hantzi-Neag,  Grecia 57"11
  - Nicola Sanders,  Regno Unito dq

### Semifinale 3
1. Julija Pečënkina,  Russia 53"86 Q
2. Lashinda Demus,  Stati Uniti 55"00 Q
3. Surita Febbraio,  Sudafrica 55"74
4. Debbie-Ann Parris-Thymes,  Giamaica 55"96
5. Cora Olivero,  Spagna 56"47
6. Marta Chrust-Rożej,  Polonia 56"80
7. Zuzana Hejnová,  Rep. Ceca 57"29
  - Louise Gundert,  Svezia dq

## Finale
1. Julija Pečënkina,  Russia 52"90
2. Lashinda Demus,  Stati Uniti 53"27
3. Sandra Glover,  Stati Uniti 53"32
4. Anna Jesień,  Polonia 54"17
5. Xiaoxiao Huang,  Cina 54"47
6. Andrea Blackett,  Barbados 55"06
7. Tetiana Tereschuk-Antipova,  Ucraina 55"09
8. Małgorzata Pskit,  Polonia 55"58